# Balança (Terras de Bouro)
Balança is een plaats (freguesia) in de Portugese gemeente Terras de Bouro en telt 393 inwoners (2001).